# والرین آرباکوفسکی
والرین آرباکوفسکی روسی: Валериа́н Ива́нович Абако́вский (۵ اکتبر ۱۸۹۵ – ۲۴ ژوئیه ۱۹۲۱) مخترع اهل امپراتوری روسیه (اکنون لتونی) که آئروواگن را ساخت که خودروی ریلی پرسرعتی بود که با موتور هواپیما و پروانه و به منظور جابجایی سربازان شوروی ساخته شده‌بود. در ۲۴ ژوئیه ۱۹۲۱، گروهی به سرپرستی فیودور سرگیف برای آزمایش آئروواگون با آن از موسکو به تولا رفتند. همه چیز به خوبی پیش رفت اما در هنگام بازگشت، آئروواگون از ریل به پایین افتاد و همه سرنشینان آن از جمله آرباکوفسکی ۲۵ ساله کشته شدند.